# Bahama's op de Olympische Zomerspelen 1984
De Bahama's namen deel aan de Olympische Zomerspelen 1984 in Los Angeles, Verenigde Staten. 

## Deelnemers

### Atletiek
| Olympiër                                                               | Discipline             | Resultaat | Prestatie                                                                   |
| ---------------------------------------------------------------------- | ---------------------- | --------- | --------------------------------------------------------------------------- |
| Audrick Lightbourne                                                    | 100m (m)               | 27e       | serie 4: 4e in 10,64 kwartfinale 4: 8e in 10,59                             |
| Dudley Parker                                                          | 100m (m)               | 26e       | serie 10: 2e in 10,65 kwartfinale 5: 6e in 10,58                            |
| Dudley Parker                                                          | 200m (m)               | 21e       | serie 3: 2e in 21,12 kwartfinale 1: 7e in 21,10                             |
| Allan Ingraham                                                         | 400m (m)               | 23e       | serie 1: 3e in 46,72 kwartfinale 1: 7e in 46,14                             |
| Greg Rolle                                                             | 400m horden (m)        | 15e       | serie 6: 2e in 50,41 halve finale 1: 7e in 50,16                            |
| Steve Hanna                                                            | verspringen (m)        | 21e       | kwalificatie groep B: 10e met 7,10m                                         |
| Lyndon Sands                                                           | verspringen (m)        | 19e       | kwalificatie groep B: 9e met 7,32m                                          |
| Joey Wells                                                             | verspringen (m)        | 6e        | kwalificatie groep A: 4e met 7,92m finale: 6e met 7,97m                     |
| Steve Hanna                                                            | hink-stap-springen (m) | 14e       | kwalificatie groep A: 6e met 16,14m                                         |
| Steve Wray                                                             | hoogspringen (m)       | DNF       | kwalificatie groep A: geen geldige poging                                   |
| Brad Cooper                                                            | discuswerpen (m)       | 16e       | kwalificatie groep A: 8e met 53,70m                                         |
|                                                                        |                        |           |                                                                             |
| Eldece Clarke-Lewis                                                    | 100m (v)               | 20e       | serie 6: 4e in 11,61 kwartfinale 3: 5e in 11,85                             |
| Pauline Davis-Thompson                                                 | 100m (v)               | 14e       | serie 2: 1e in 11,51 kwartfinale 4: 4e in 11,61 halve finale 2: 7e in 11,70 |
| Pauline Davis-Thompson                                                 | 200m (v)               | 12e       | serie: 2e in 23,37 kwartfinale 1: 4e in 22,97 halve finale 2: 7e in 23,02   |
| Eldece Clarke-Lewis Pauline Davis-Thompson Debbie Greene Oralee Fowler | 4x100m (v)             | 6e        | serie 1: 4e in 44,15 finale: 6e in 44,18                                    |
| Shonel Ferguson                                                        | verspringen (v)        | 12e       | kwalificatie groep B: 7e met 6,19m finale: 8e met 6,44m                     |

### Boksen
| Olympiër        | Discipline  | Resultaat | Prestatie                                                                      |
| --------------- | ----------- | --------- | ------------------------------------------------------------------------------ |
| Andre Seymour   | -51kg (m)   | 17e       | 1e ronde: V van PAR Pinto: 0-5                                                 |
| Steve Larrimore | -63,5kg (m) | 9e        | 1e ronde: vrij 2e ronde: W van MWI Ayesu: 3-2 3e ronde: V van YUG Puzovic: 0-5 |
| Philip Pinder   | -81kg (m)   | 17e       | 1e ronde: V van CMR Nanga: 0-5                                                 |

### Zeilen
| Olympiër                    | Discipline     | Resultaat | Prestatie                                   |
| --------------------------- | -------------- | --------- | ------------------------------------------- |
| Thomas Nisbet               | windglider (m) | 38e       | 251 punten: (DNF-32-34-opgave-35-36-opgave) |
|                             |                |           |                                             |
| Montague Higgs Steven Kelly | star           | 10e       | 81,4 punten: (11-16-6-3-7-11-11)            |

### Zwemmen
| Olympiër     | Discipline           | Resultaat | Prestatie              |
| ------------ | -------------------- | --------- | ---------------------- |
| Sean Nottage | 100m vrije slag (m)  | 37e       | serie 5: 4e in 53,66   |
| Sean Nottage | 200m vrije slag (m)  | 40e       | serie 2: 7e in 1.57,54 |
| Sean Nottage | 100m vlinderslag (m) | 38e       | serie 2: 5e in 58,73   |
| David Morley | 100m rugslag (m)     | 31e       | serie 7: 5e in 1.01,29 |
| David Morley | 200m rugslag (m)     | 31e       | serie 2: 6e in 2.18,17 |
| David Morley | 200m wisselslag (m)  | 31e       | serie 2: 5e in 2.16,85 |

Algerije · Amerikaanse Maagdeneilanden · Andorra · Antigua en Barbuda · Argentinië · Australië · Bahama’s · Bahrein · Bangladesh · Barbados · België · Belize · Benin · Bermuda · Bhutan · Birma · Bolivia · Bondsrepubliek Duitsland · Botswana · Brazilië · Britse Maagdeneilanden · Canada · Centraal-Afrikaanse Republiek · Chili · China · Chinees Taipei · Colombia · Congo-Brazzaville · Costa Rica · Cyprus · Denemarken · Djibouti · Dominicaanse Republiek · Ecuador · Egypte · El Salvador · Equatoriaal-Guinea · Fiji · Filipijnen · Finland · Frankrijk · Gabon · Gambia · Ghana · Grenada · Griekenland · Groot-Brittannië · Guatemala · Guinee · Guyana · Haïti · Honduras · Hongkong · Ierland · IJsland · India · Indonesië · Irak · Israël · Italië · Ivoorkust · Jamaica · Japan · Joegoslavië · Jordanië · Kaaimaneilanden · Kameroen · Kenia · Koeweit · Lesotho · Libanon · Liberia · Liechtenstein · Luxemburg · Madagaskar · Malawi · Maleisië · Mali · Malta · Marokko · Mauritanië · Mauritius · Mexico · Monaco · Mozambique · Nederland · Nederlandse Antillen · Nepal · Nicaragua · Nieuw-Zeeland · Niger · Nigeria · Noord-Jemen · Noorwegen · Oeganda · Oman · Oostenrijk · Pakistan · Panama · Papoea-Nieuw-Guinea · Paraguay · Peru · Portugal · Puerto Rico · Qatar · Roemenië · Rwanda · Salomonseilanden · Samoa · San Marino · Saoedi-Arabië · Senegal · Seychellen · Sierra Leone · Singapore · Soedan · Somalië · Spanje · Sri Lanka · Suriname · Swaziland · Syrië · Tanzania · Thailand · Togo · Tonga · Trinidad en Tobago · Tsjaad · Tunesië · Turkije · Uruguay · Venezuela · Verenigde Arabische Emiraten · Verenigde Staten · Zaïre · Zambia · Zimbabwe · Zuid-Korea · Zweden · Zwitserland